# Pozbawienie wolności
Kara pozbawienia wolności – jeden z najpowszechniejszych rodzajów kar polegający na przymusowym umieszczeniu skazanej osoby na określony czas w zamkniętym i strzeżonym zakładzie karnym. Oprócz konieczności przebywania w zakładzie karnym, dalsze dolegliwości dla osoby skazanej polegają na poddaniu jej rygorom regulaminu więziennego, ograniczeniom w dostępie do niej osób spoza zakładu karnego oraz w kontaktach z takimi osobami, ograniczeniom lub braku możliwości wyjścia na wolność w ramach przepustek oraz stosowaniu kar regulaminowych za przewinienia przeciw dyscyplinie.
Kara pozbawienia wolności jest od dawna stosowana w systemach prawnych. W historii prawa wykonywano ją m.in. przez wtrącenie do lochu (pomieszczenia w podziemiach) lub zamknięcie w wieży. Obecnie wykonuje się ją w wyspecjalizowanych strzeżonych kompleksach – zakładach karnych (potocznie: więzieniach).

## Czas trwania
W wielu systemach prawnych okres, na jaki wymierza się karę pozbawienia wolności, musi być dokładnie określony. Odbywanie kary kończy się po upływie przewidzianego terminu albo na podstawie warunkowego przedterminowego zwolnienia z odbycia reszty kary, o ile nie zostanie ono odwołane. W niektórych systemach prawnych istnieje możliwość określenia jedynie minimalnego okresu, przez który kara musi trwać, a decyzja o zwolnieniu lub nie skazanego po upływie tego okresu jest pozostawiona do każdorazowej decyzji sądu. W niektórych systemach prawnych istnieje również możliwość kumulatywnego orzekania kary łącznej pozbawienia wolności, której okres może przekroczyć np. 100 lat (w polskim prawie granice orzekania kary łącznej pozbawienia wolności są takie same jak kary pozbawienia wolności).

## Prawo polskie
W polskim prawie karnym kara pozbawienia wolności może być wymierzona na okres od jednego miesiąca do 30 lat (art. 37 kk w brzmieniu od 1 października 2023 r.; przed tym dniem wymierzano ją do 15 lat); wymierza się ją w miesiącach i latach, przy czym przepisy szczególne określają górne i dolne granice kar za poszczególne przestępstwa oraz zasady wymiaru kary. Kara nadzwyczajnie obostrzona nie może przekroczyć 30 lat pozbawienia wolności; karę taką wymierza się także w miesiącach i latach (art. 38 § 2 kk). Sąd może orzec bezwzględną karę pozbawienia wolności bez możliwości warunkowego zawieszenia, gdy inna kara lub środek nie spełnia celów (art. 58 § 1 kk).
Odrębną karą w polskim prawie karnym, o charakterze szczególnym, była przed 1 października 2023 r. kara 25 lat pozbawienia wolności. To samo obecnie dotyczy dożywotniego pozbawienia wolności. Odrębną karą, polegającą na tym samym co kara pozbawienia wolności, jest kara aresztu, wymierzana w Polsce w wymiarze od 5 do 30 dni za niektóre wykroczenia. Można także wyróżnić zastępczą karę pozbawienia wolności orzekaną w przypadku uchylania się od wykonania kary ograniczenia wolności lub kary grzywny, jak i zastępczą karę aresztu w przypadku uchylania się od kary ograniczenia wolności lub kary grzywny, orzeczonych za wykroczenie. Analogiczną do pozbawienia wolności karą jest kara aresztu wojskowego, stosowana wobec żołnierzy.
W Polsce karę pozbawienia wolności wykonuje się w zależności od zakwalifikowania skazanej osoby przez komisję penitencjarną w zakładach karnych dla młodocianych, zakładach karnych dla odbywających karę po raz pierwszy oraz zakładach karnych dla recydywistów penitencjarnych (osób, które uprzednio odbywały już taką karę w warunkach zakładu karnego). Żołnierze odbywają karę aresztu wojskowego również w odrębnym rodzaju zakładu karnego.
Karę pozbawienia wolności wykonuje się w jednym z trzech systemów: zwykłym, programowanego oddziaływania (polegającego na dobrowolnym zaakceptowaniu i realizacji przez skazanego programu resocjalizacyjnego) oraz terapeutycznym (dla skazanych z zaburzeniami psychicznymi, uzależnieniami, niepełnosprawnych lub upośledzonych umysłowo). Karę odbywa się także w jednym z trzech typów zakładu karnego, tj. zakładzie karnym typu zamkniętego (o największym rygorze odbywania kary), półotwartym lub otwartym.